# Gare de La Neuville-sous-Laon
Pour les articles homonymes, voir Gare de Neuville.
La gare de La Neuville-sous-Laon est une ancienne gare ferroviaire française de la ligne de La Plaine à Hirson et Anor (frontière), située dans le quartier de la Neuville, sur le territoire de la commune de Laon, dans le département de l'Aisne, en région Hauts-de-France.
C'était une halte voyageurs de la Société nationale des chemins de fer français (SNCF), fermée en 2011.

## Situation ferroviaire
Établie à 82 mètres d'altitude, la halte de La Neuville-sous-Laon est située au point kilométrique (PK) 137,980 de la ligne de La Plaine à Hirson et Anor (frontière), juste après un passage à niveau — de type SAL 4 —, entre les gares ouvertes de Clacy - Mons et de Laon.
Elle est équipée de deux quais : le quai « 1 » (d'une longueur de 172 m), pour la voie « 1 », et le quai « 2 » (dont la longueur est de 148 m), pour la voie « 2 ».

## Histoire

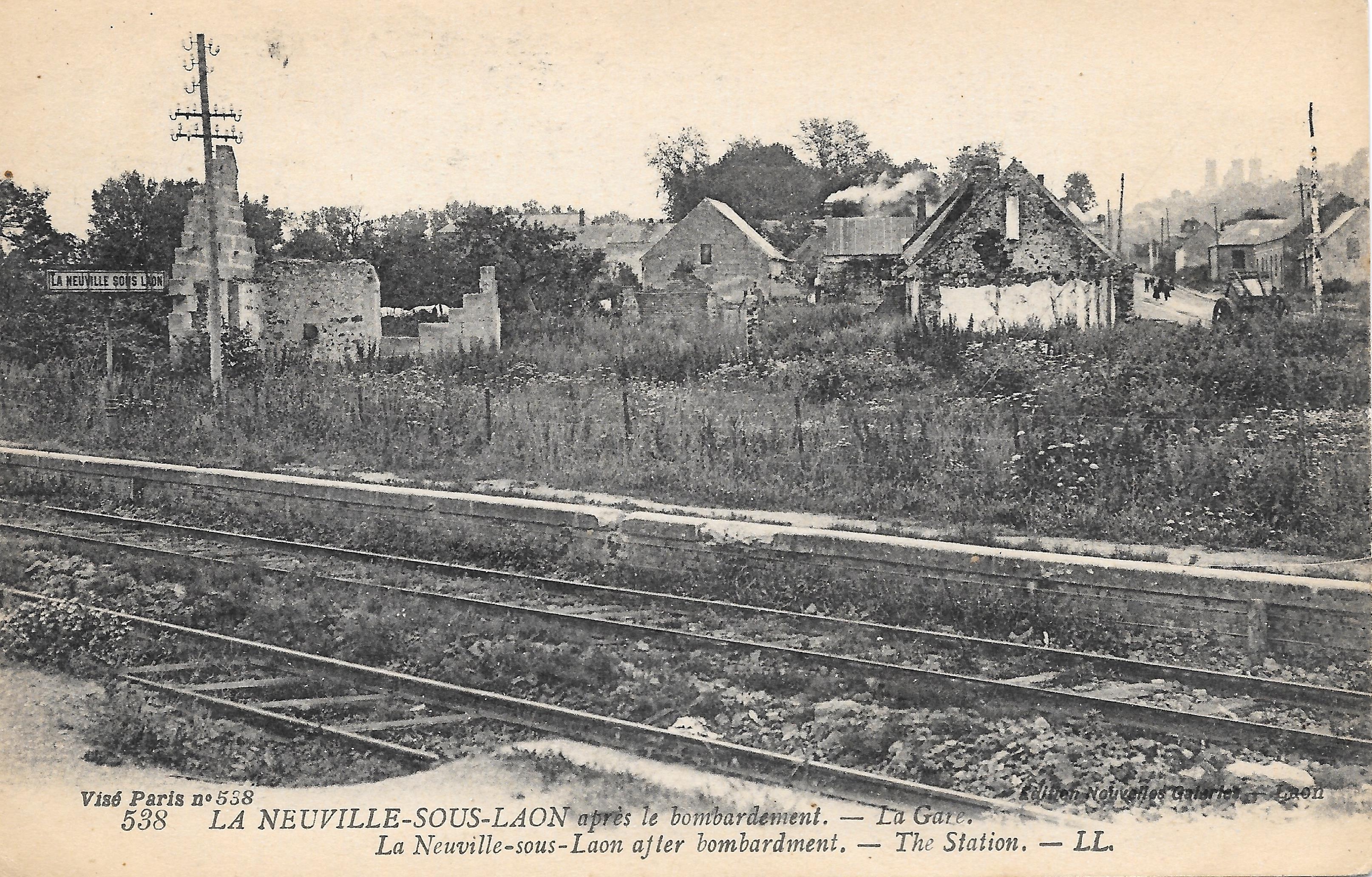
La halte et ses proches environs après un bombardement, en octobre 1918 (lors de la Première Guerre mondiale).

La halte est fermée le 10 décembre 2011, en raison de sa faible fréquentation et de la mise en place du cadencement le lendemain. Ses voyageurs, essentiellement des jeunes en alternance au centre de formation d'apprentis (CFA) situé à proximité, ont la possibilité d'utiliser une navette routière qui les amène directement en gare de Laon.

## Service des voyageurs
La Neuville-sous-Laon est fermée à tout trafic ferroviaire.
Néanmoins, la ligne 2 d'autobus du réseau « TUL », desservant les arrêts La Neuville (situés à proximité), permet de rejoindre la gare de Laon, seule gare de la ville en activité.